# Pepijnklinieken
De Pepijnklinieken is een instelling voor verstandelijk gehandicapten, gelegen nabij Abdij Lilbosch ten zuidoosten van Pey aan Pepinusbrug 4.
De instelling werd in 1968 gebouwd op 25 ha grond die afgestaan werd door de naastgelegen Abdij. In 1996 is deze instelling opgegaan in de Stichting Pergamijn.